# Mega Man X6
Mega Man X6 é o sexto jogo da franquia Mega Man X produzida pela Capcom, e o primeiro a não ser dirigido pelo criador da série, Keiji Inafune. Foi lançado em 2001 para PlayStation. O jogo foi relançado em 10 de janeiro de 2006 como parte do Mega Man X Collection para Nintendo GameCube e PlayStation 2.
Há uma crença errada de que X6 contradiz a abertura de Mega Man Zero, que se passa cem anos após a série X e mostra Zero acordando após ser selado, e Mega Man Zero deveria seguir diretamente após o X5 (embora vídeos comprovem que o Zero Nightmare[viral] é na verdade, High Max mudando de forma). Isso é devido às reações dos fãs a entrevistas com os desenvolvedores do jogo que afirmavam que Mega Man Zero estava em desenvolvimento mais adiantado que X6. Na verdade, a abertura de Mega Man Zero segue mais a linha do X6 que a do X5. A abertura ilustra Zero sendo propositadamente selado (seu nome na porta que leva até ele, e ele é protegido por um campo de força), o que acontece apenas dentro do Mega Man X6. No X5, Zero nunca foi selado, ele esteve perto de morrer. Isso é verdade, já que o próprio Inafune afirmou que "alterou ligeiramente" a abertura de Mega Man Zero para seguir a linha do fim de Mega Man X6.
Nota: O jogo foi pouco conhecido por causa da tradução "preguiçosa" que contém vários erros de pronúncia. Contém também inúmeros erros de continuidade e fatos não-explicados. O jogo na versão ocidental manteve a dublagem original, deixando apenas a tradução japonesa. Foi considerado como "horrivelmente apressado" e "incompleto". Por causa disso, e do alto nível de dificuldade do jogo, foi considerado um dos mais fracos jogos da série X e por outros, que conseguiram terminar o jogo facilmente, é tido como um dos melhores jogos da série X.

## História
Três semanas após o incidente da colônia Eurasia, - com Zero perdido, presumivelmente morto, e a superfície da Terra inabitável - um grupo influente de Reploids começou a causar conflitos, espalhando rumores sobre visões de um fenômeno misterioso chamado Nightmare, que parecia estar centrado em quem Zero era, embora morto, foi visto por X numa forma viral. Gate, o líder da nova organização Reploid mandou oito dos seus pesquisadores para investigarem o fato.
Este jogo recebeu muitas críticas dos fãs de Mega Man, devido ao fato de desconsiderar o enredo do Mega Man X5 em que Zero derrotou Sigma e foi à hibernação, sendo reacordado na franquia Mega Man Zero. Este enredo desenvolveu bastantes antecipações em cima dos detalhes do enredo do Mega Man X6, mas caiu por terra por causa do fato de que Zero (inexplicavelmente) reviveria brevemente no X6. Isso resultou numa controvérsia para o enredo do Mega Man Zero e significa que Zero foi efetivamente revivido duas vezes. Porém, o final no X5 não foi totalmente específico sobre o fato de Zero ir para a hibernação, e o enredo para o Mega Man Zero 2 - Zero 4 requereu que ele continuasse lutando até algum tempo durante as Elf Wars.
Numa recente entrevista, o criador da série Keiji Inafune confirmou que havia pretendido que Zero permanecesse morto desde o X5 até a série Zero, mas como o X6 foi produzido sem o conhecimento de Inafune, por uma equipe de designers inadvertidos de seus planos, o aspecto da história pode não ser considerado como verdadeiro. Há a chance de que essa linha de enredo possa ser implantada na história de um futuro jogo da série X sendo que Zero foi destruído anteriormente no Mega Man X e ressurgiu no X2. Não é improvável que ele seja destruído e renasça novamente em jogos futuros da série. Este assunto permanece não-resolvido porém, como não há conexões oficiais visíveis para cruzarem a série juntos.

## Personagens

### Novos personagens
- Gate: Gate é o cérebro maligno por trás de todas as ocorrências Nightmare que estão causando caos em todos os lugares. Uma vez que foi colega confiável e altamente inteligente de Alia, Gate estava encontrando-se retido, e se separou para iniciar sua própria pesquisa. Após o incidente da Eurasia, Gate foi para o local do acidente para examinar o dano, e conseguiu chegar ao local onde X e Zero acabou de lutar e derrotou Sigma. Encontrando o que parecia ser um pedaço de lixo, Gate realmente recuperou um pedaço de Zero contendo seu DNA. Sem saber os perigos dos interiores perigosos e desconhecidos de Zero, Gate usou o DNA em si mesmo e tornou-se insano. O DNA tinha um efeito semelhante a um Maverick, mas, em vez de fazê-lo enlouquecer, ele começou a fazer planos para construir uma utopia de apenas Reploid. Usando o DNA que ficou conhecido como o Nightmare, Gate criou oito novos robôs projetados para procurar e recrutar outros Reploids para sua má utopia. Ele também criou o super-Reploid High Max, tudo isso parecia garantir-lhe a vitória, mas ele tinha esquecido sobre o Maverick Hunters, e em particular, X.
- High Max: High Max é um Reploid imensamente poderoso projetado e construído por Gate. Como a primeira criação de Gate uma vez que ele ganhou o DNA de Zero e começou a crise Nightmare, High Max é incrivelmente poderoso e construído para competir com a força de X e Zero. Superando-os em força, mas não inteligência, Gate acredita que High Max é a ferramenta-chave na destruição de X e Zero, assim como qualquer outro que se interponha em seu caminho. X e Zero terão que enfrentar High Max antes de enfrentar Gate, mas sua força e poder podem ser demais para eles, a menos que eles possam romper seu corpo aparentemente invencível e encontrar sua fraqueza.
- Isoc: Isoc é o principal comandante do portão de seu vasto exército. Obedecendo fielmente a todas as ordens dadas a ele, Isoc fará com prazer o que Gate diz para trazer sua nova utopia Reploid. Isoc afirma que Zero causou muita dor a todos os humanos e Reploids, e que a nova ameaça de Nightmare (que de fato foi criada por Gate) deve ser interrompida. Por trás das mentiras, Isoc está tentando reunir o maior número possível de apoiantes para Gate. Não é exatamente um lutador forte, Isoc não enfrentará X ou Zero na batalha, em vez disso ele tem conduzido pesquisa em um novo plano por Gate para assumir todos os Reploids no planeta.

### Personagens recorrentes
- X: X retorna à batalha três semanas após o devastador incidente da Eurásia. Agora que o planeta está muito danificado, X tem grandes responsabilidades na restauração do planeta e na frágil relação entre Reploids e humanos. Ainda sofrendo com a perda de Zero, seu melhor amigo e parceiro, X agora usa o Z-Saber de Zero como um lembrete interminável das boas ações que Zero realizou. Ainda um lutador de vontade forte dos Maverick Hunters, X continua a trabalhar com Signas, Alia e Douglas para restaurar a paz em todo o mundo. Uma vez que o operário reploid ficou louco e começou a última erupção do caos, X deve agora defender o mundo da porta insana, e deve impedi-lo de criar sua utopia mal de apenas Reploids. Mas durante as novas batalhas que ocorrem, X está sempre à procura de um sinal de que Zero pode ter sobrevivido à sua batalha anterior com Sigma.
- Alia: Alia continua a ajudar os Hunters, dando-lhes conselhos valiosos durante missões perigosas. Ela costuma entrar em contato com X ou Zero enquanto eles atravessam as etapas do jogo (pressione Select para ouvi-la) e fornecer ao jogador informações importantes sobre armadilhas e obstáculos em cada estágio, assim como informações sobre os pesquisadores de cada estágio. Uma vez colega de Gate, Alia é muito simpática para com ele, e é triste que ele se tornou um monstro, um não mais interessado na paz mundial, mas a construção de uma utopia de apenas reploids. Ela pode reconhecer o mal nele, e está tentando ajudar os Hunters o melhor que pode para derrubá-lo, mas tem dificuldade em estar lutando contra um velho amigo.
- Douglas: Douglas também retorna para ajudar os caçadores de qualquer maneira que puder. Ainda o melhor mecânico e engenheiro que sempre foi, Douglas pode usar as peças obtidas de certos Reploids aprisionados uma vez que eles foram resgatados para fazer poderosas peças de power-up para que X e Zero se equiparem. Desde o incidente da Eurásia, Douglas começou a melhorar suas habilidades, tanto que uma vez que X ou Zero encontram uma parte de um Reploid resgatado, ele terá a nova peça terminada quase imediatamente com pouco tempo de espera.
- Signas: Ainda apoiando os Maverick Hunters por tudo o que representam, Signas retorna para levar os Hunters à vitória. Signas observa todas as missões realizadas por X e Zero, e muitas vezes oferece conselhos sobre situações particulares. Sempre lá para oferecer ajuda e conselhos, Signas continua a provar as suas habilidades de liderança para os Caçadores, e está sempre confiante nas capacidades X e Zero.
- Dynamo: Dynamo conseguiu sobreviver ao incidente da Eurásia, e agora é um verdadeiro mercenário, ele não trabalha para ninguém, mas para si mesmo. Trabalhando para ganhar mais forte, Dynamo foi explorado recentemente como áreas Nightmare, ansioso para ganhar tantas souls DNA como ele pode aumentar sua força e poder. Ele não vai interferir diretamente com o eixo Zero desta vez, mas é o que se consegue pegar-lo espreitando em torno de qualquer das áreas de pesadelo, ele vai tentar sua sorte na tentativa de superá-los.
- Sigma: Sigma conseguiu retornar, mas não intencionalmente. Depois do incidente da Eurásia, quando Gate usou o DNA de Zero em si mesmo e ficou insano, ele ressuscitou o Sigma para fazer parte de seu próprio exército. Ainda tão mal como sempre, Sigma foi dado um novo corpo por Gate, mas era um corpo fortemente danificado e deixou Sigma muito fraco. Agora o que Sigma faz é assistir como Gate continua com seu plano de assumir o mundo para sua própria utopia Reploid, mas Sigma provavelmente tinha outros planos sobre o que fazer com Gate, uma vez que ele recuperou toda a sua força. Com seu exército Maverick completamente destruído e os vírus restantes desperdiçados quando ele espalhou por toda a Terra durante o incidente da Eurásia, Sigma agora depende de Gate para derrotar X e Zero, mas muitas derrotas do Sigma passado contra X e Zero levá-lo a ser preparado se Gate consegue perder contra eles, e uma vez que o dia vem, Sigma estará pronto e esperando para assumi-los novamente, preparando seu novo corpo de batalha para a ação.
- Zero: Durante o incidente de Eurásia e a batalha anterior contra Sigma, X e Zero derrotaram os corpos de batalha de Sigma, mas Sigma conseguiu levar Zero para baixo com ele. X, acreditando que Zero estava perdido para sempre naquela batalha, não percebeu que Zero de fato apenas sobreviveu, e se escondeu para se consertar. Agora, de volta à plena força, Zero se reúne com X (depois que X destrói o Zero Nightmare) para mais uma vez combater o mal. Sua quase-morte não afetou suas habilidades, como Zero agora tem uma gama de técnicas e armamento, todos capazes de derrubar qualquer inimigo. Sentindo-se responsável pelo surto Nightmare nas mãos de Gate, Zero sente que ele deve enfrentar seu passado novamente e destruir o terror que seu próprio corpo causou, e está ansioso para enfrentar Sigma novamente, para provar de uma vez por todas que Sigma nunca pode derrotá-lo ou X.

## Jogabilidade

### Armaduras
Assim como em Mega Man X5, as armaduras só poderão ser utilizadas após coletar as quatro partes de ambas.
- Falcon Armor - Uma versão levemente diferente da apresentada no X5 (Alia a consertou, depois do final do X5). Algumas habilidades foram alteradas. X começa o jogo vestido nela.

| Parte       | Habilidade |
| ----------- | --- |
| Pernas      | A função de voo (que Alia não teve tempo de consertar, devido à pressa) foi danificada e pode trabalhar tempo suficiente apenas para um dash aéreo, que é capaz de causar danos nos inimigos. |
| Corpo       | Reduz os danos pela metade. |
| X-Buster    | O tiro carregado é o mesmo do jogo anterior, mas não pode mais atravessar paredes nem objetos sólidos. Também é capaz de carregar as armas especiais, o que antes não era possível.           |
| Capacete    | Reduz o consumo de energia das armas especiais. |
| Giga Attack | Cobre a tela com uma chuva de tiros, que vão subindo e descendo. |

- Blade Armor - Construída num estilo Samurai, esta armadura usa a força e mobilidade no ar como pontos fortes. O Z-Saber toma a forma de uma espada de folha larga.

| Parte       | Habilidade |
| ----------- | --- |
| Pernas      | Mach Dash - X permanece estático por um instante, e avança na direção escolhida com o direcional pressionado. O Mach Dash pode proceder vertical e horizontalmente e assim como o dash aéreo da Falcon Armor, causa dano nos inimigos. |
| Corpo       | Reduz os danos pela metade. |
| X-Buster    | O tiro carregado lança uma broca de plasma que penetra nos inimigos e deixa rastros que farão danos adicionais (similar ao da Fourth Armor e da Ultimate Armor, tendo como diferença o rastro mais fraco. Diferente da Fourth/Ultimate, o tiro se torna o próprio rastro). Segurando cima, a energia será redirecionada para o Z-Saber e em vez do tiro, X lança um golpe melhorado do Z-Saber. As armas especiais também podem ser carregadas. |
| Capacete    | Diminui o uso de energia para o arsenal permitindo mais disparos. |
| Giga Attack | X lançará um arco de energia do Z-Saber. Similar ao ataque do Z-Saber no Mega Man X3. |

- Shadow Armor - Construída num estilo Ninja, essa armadura é excelente em algumas áreas e fraca em outras, fazendo essa armadura desbalanceada. O Z-Saber toma a forma de uma Katana.

| Parte       | Habilidade |
| ----------- | --- |
| Pernas      | Pulo Ninja - Segurando o botão cima enquanto pula resultará num pulo mais alto. Se X atingir algum teto, grudará nele por certo tempo. Enquanto grudado, pode atirar em 3 direções. Hiper Aderência - X pode se segurar nos muros em vez de deslizá-los. Proteção contra espinhos - Enquanto vestir essa armadura, X está imune contra espinhos. |
| Corpo       | Reduz os danos pela metade. |
| X-Buster    | O tiro normal dispara tiros como shurikens (estrelas-ninja) em ângulos aleatórios. O tiro carregado dispara um golpe extra do Z-Saber em forma de lua crescente. Esta versão do X-Buster não usa Special Weapons. |
| Capacete    | Faz com que X use o Z-Saber de forma mais rápida que o normal. |
| Giga Attack | Um par de crescentes de energia rodeará X, danificando inimigos próximos. |

- Ultimate Armor - Para consegui-la selecione o "Game Start" e pressione ←,←,←,→, se funcionar um som toca, aperte Start para começar o jogo e estará com a armadura. A versão melhorada da armadura do X4. É idÊntica a ultimate do X5, exceto pela cor.

| Parte    | Habilidade |
| -------- | --- |
| Pernas   | Air Dash - Permite um air-dash normal. Flutar - Apertando o botão X enquanto no ar, X flutuará. Quando estiver parado X flutuará por 4 segundos, em movimento, o recurso durará apenas 1 segundo, e também quando estiver flutuando(quando estiver parado e sem se mover) é possível dar um Air dash. |
| Corpo    | Reduz os danos pela metade e dá a capacidade de usar a Nova Strike do X4 infinitamente. |
| X-Buster | Tiro de Plasma - O tiro carregado lançará uma destrutiva esfera de energia que deixará rastros de plasma que farão danos adicionais aos inimigos. Habilidade de carregar Special Weapons. |
| Capacete | Reduz consumo de energia das armas especiais. |

- Black Armor - Armadura Negra de Zero, que só pode ser usada a partir de um código feito na tela inicial do jogo, onde aparece New Game, Load Game e Game Option. O código para Playstation é esse: L1, L1, L1, R2. Se der tudo certo, um barulho tocará. Depois é só você ir em New Game e começar um novo jogo. E quando Nightmare Zero for derrotado, Zero será habilitado para seleção de personagem para usar nos estágios, junto com a Black Armor. (A aparência da armadura é bem legal, mas, ela tem menos defesa que a armadura tradicional de Zero, e isso faz com que os danos levados durante o jogo façam você perder mais vida. Ou seja, isso faz o jogo com Zero ficar relativamente mais difícil).

### Peças de Power-Up
O Power-up de peças em Megaman X6 é um sistema que permite tanto X quanto Zero equipar peças para melhorarem certas características (como pular mais alto que o normal e andar mais rápido) ou alterar ações (como apenas disparar tiros carregados sem a necessidade de manter o botão de disparo pressionado).
O sistema Power-up de peças em X6 é muito diferente daquele em X5, e é substancialmente menos complicado. Quatro tipos de peças estarão disponíveis, peças normais que X e Zero podem equipar, peças específicas que X ou Zero só podem equipar e peças limitadas especiais que podem ser usadas apenas uma vez em uma etapa. Você também pode encontrar peças de energia vital e peças de energia da arma que melhoram a vida do seu personagem atual ou barras de energia.
A única maneira de ganhar as peças especiais no jogo é resgatar os Reploids que carregam essas peças. 128 Reploids estão escondidos através dos oito estágios, com cada estágio tendo 16 para encontrar. Certos Reploids estarão carregando as peças de power-up, uma vez que você resgatar os Reploids você ganha a parte imediatamente.
Você deve se certificar de que nenhum Nightmare encontre e possua um Reploid, pois se o Reploid for possuído e que está carregando uma peça, você não será capaz de obter essa peça específica. É possível, no entanto, ganhar todas as peças, apenas certifique-se que você resgate a maioria, se não todos os Reploids para garantir que você vai ter todas as peças. X e Zero podem equipar um máximo de cinco peças, uma parte limitada e quatro de qualquer outro tipo, mas você precisará aumentar seu Hunter Rank antes de ser capaz de equipar as peças. Não é possível identificar qual Reploid esta carregando uma peça, portanto certifique-se de resgatar o máximo de Reploids possível para garantir que você possua todas as peças.
Para liberar um slot(espaço) para inserir uma peça a ser usada, você deve se classificar coletando Nightmare Souls. Sempre que um Nightmare for derrotado, ele deixara uma soul para ser coletada. Se ela não for coletada rapidamente, o Nightmare retornará e não deixara a soul se for derrotado novamente. A única maneira de aumentar a sua classificação é reunindo souls de Nightmares derrotados, de modo que você pode voltar em cada fase mais vezes para encontrar um monte de Nightmares à espera (especialmente na fase Ground Scaravich). Também tenha em mente que Dynamo vai aumentar muito a sua contagem de souls, ataque-o com Meteor Rain com X ou o Ensuizan com Zero para fazê-lo cair uma soul. Pegue-o para receber um montante de 200 Souls! O número de Nightmare Souls que você precisará para cada slot de peça extra está listado abaixo:
- Rank D (0-200): Nenhuma peça pode ser equipada.
- Rank C (200-300): Nenhuma peça pode ser equipada.
- Rank B (300-500): Nenhuma peça pode ser equipada.
- Rank A (500-900): Uma peça pode ser equipada.
- Rank SA (900-1500): Duas peças podem ser equipadas.
- Rank GA (1500-5000): Duas peças e uma peça limitada podem ser equipadas.
- Rank PA (5000-9998): Três peças e uma peça limitada podem ser equipadas.
- Rank UH (9999): Quatro peças e uma peça limitada podem ser equipadas.

Lembre-se de que as peças limitadas podem ser usadas apenas uma vez em uma fase ao mesmo tempo, portanto use-as com sabedoria. Tenha em mente que você poderá ver a quantidade de Reploids que você salvou pressionando o botão R1 na Tela de Seleção de Chefe (pressione L1 para acessar a tela de equipamento de peças). Isto pode dizer-lhe quantos Reploids são deixados para encontrar em cada estágio. Todas as peças disponíveis e seus locais de estágio estão listados abaixo:
| Peças de Vida/Energia | Estágio           | Descrição                                                                      |
| --------------------- | ----------------- | ------------------------------------------------------------------------------ |
| Life Up               | Todos os Estágios | Esta peça dará a seu personagem atual um Heart-Tank extra de vida.             |
| Energy UP             | Todos os Estágios | Isto aumentará sua energia máxima da arma especial por uma quantidade pequena. |

Apenas X poderá usar as peças abaixo:
| Peças do X      | Estágio        | Descrição                                                                       |
| --------------- | -------------- | ------------------------------------------------------------------------------- |
| Rapid 5         | Amazon Area    | Isto aumentará o número máximo de tiros imersos na tela de 3 para 5.            |
| Ultimate Buster | Magma Area     | Todos os tiros disparados serão tiros carregados, incluindo armas especiais.    |
| Weapon Plus     | Magma Area     | Isto aumentará o dano causado aos inimigos por armas especiais.                 |
| Quick Charge    | Central Museum | Tempo de carregamento para o X-Buster leva metade do tempo que normalmente faz. |

Apenas Zero poderá usar as peças abaixo:
| Peças do Zero | Estágio        | Descrição                                                                                    |
| ------------- | -------------- | -------------------------------------------------------------------------------------------- |
| Saber Plus    | Inami Temple   | Os danos infligidos aos inimigos pelo Z-Saber serão aumentados.                              |
| Saber Extend  | Recycle Lab    | O Z-Saber alcança um pouco mais do que o normal, dando-lhe um alcance mais longo.            |
| Shot Eraser   | Northpole Area | A maioria dos projéteis de energia disparados por inimigos pode ser bloqueada com o Z-Saber. |
| Master Saber  | Weapon Center  | Técnicas especiais do Z-Saber causarão mais danos do que o normal.                           |

As peças abaixo podem ser usadas apenas uma vez por fase:
| Peças Limitadas | Estágio        | Descrição                                                                                     |
| --------------- | -------------- | --------------------------------------------------------------------------------------------- |
| Life Recover    | Amazon Area    | A energia da vida de seu personagem será completamente recarregada uma vez.                   |
| Hyperdrive      | Recycle Lab    | Esta peça aumentará extremamente o poder de defesa do seu personagem temporariamente.         |
| Weapon Recover  | Inami Temple   | A energia de arma especial de seu personagem para todas as armas será totalmente recarregada. |
| Power Drive     | Magma Area     | Isso aumentará o dano infligido aos inimigos por armas especiais temporariamente.             |
| Weapon Drive    | Northpole Area | As armas especiais não consumirão nenhuma energia por um tempo limitado.                      |
| Overdrive       | Central Museum | Isso aumentará o dano do X-Buster / Z-Buster infligido aos inimigos temporariamente.          |

Tanto X quanto Zero podem usar as peças abaixo:
| Peças Normais | Estágio         | Descrição                                                                                               |
| ------------- | --------------- | --- |
| Speedster     | Central Museum  | Isso permitirá que seu personagem se mova mais rápido e salte mais do que o normal.                     |
| Jumper        | Northpole Area  | Isso aumentará a altura e a distância de salto de seu personagem.                                       |
| Hyper Dash    | Inami Temple    | Isso aumentará a velocidade do dash de seu personagem e 'jump-dash'.                                    |
| Energy Saver  | Laser Institute | Suas armas especiais usarão metade de sua energia normal quando usadas.                                 |
| Super Recover | Amazon Area     | Capsulas de vida e as cápsulas do reenchimento da arma restaurarão dobro seu nível normal.              |
| Buster Plus   | Magma Area      | O dano do X-Buster / Z-Buster infligido aos inimigos aumenta em um.                                     |
| Speed Shot    | Weapon Center   | Isso aumentará a velocidade de disparos do X-Buster / Z-Buster.                                         |
| Shock Buffer  | Recycle Lab     | Isso diminuirá o dano recebido pela metade e reduzirá o período de atordoamento após ter sofrido danos. |
| D-Barrier     | Laser Institute | O tempo de invencibilidade temporária após o seu jogador sofrer danos será duplicado.                   |
| D-Converter   | Weapon Center   | Os danos tomados restaurarão a energia da arma para o ataque de Giga assim como as armas especiais.     |

*Nota: Se você jogar com Black Zero, ele já virá com três peças instaladas: Saber Plus, Shot Eraser e Shock Buffer.

### Itens
- Pastilha de vida - As esferas amarelas reabastecem seu medidor de vida. Os pequenos apenas recuperam uma pequena quantidade de saúde, mas isso pode começar a somar. Eles também vão encher o seu Sub-Tanks se o seu medidor de vida está cheio.
- Capsula de vida - Estas capsulas são os mesmos que as pastilhas de vida exceto que mais vida é reabastecido.
- Pastilha de Energia de Arma - As pastilhas coloridas são energia de arma. Eles reabastecem sua arma atual quando apanhados. Se você não está equipado com uma arma ou sua arma está cheia, a energia vai para outra arma que precisa dela.
- Capsula de Energia de Arma - Estes são os mesmos que as pastilhas de energia de arma exceto que mais energia é reabastecido.
- Nightmare Souls - Nightmares estarão flutuando em todas as fases do jogo. Você vai encontrar um monte deles em cada fase, por isso certifique-se de destruír todos. Uma vez que você destruir um, ele vai cair uma Nightmare Soul. Colete para aumentar sua classificação Hunter. Quanto mais almas você tiver coletado, maior será sua classificação, e você será capaz de equipar mais peças de Power-up.
- Heart Tanks - Os Heart Tanks aumentam a saúde máxima de X . Há um Heart Tank em cada estagio.
- Sub Tanks - Sub Tanks são itens que X pode adquirir em dois diferentes estágios (Magma Area e Amazon Area). Podem ser usados a qualquer momento para reabastecer a falta de vida do X.
- Weapon Tank - Pode ser encontrado na área Laser Institute. Reabastece a quantidade de munição para X utilizar as armas dos chefes.
- EX Tank - Embora tenha a aparência de um, este não é realmente um tanque. É um item que lhe dá 4 vidas extras em vez de 2 sempre que você iniciar ou continuar. Você não precisa preenchê-lo ou usá-lo. Apenas possuí-lo é suficiente para que seus efeitos ocorram.

## Investigadores
| Nome USA            | Nome japonês                            | Forma                     | Fase            | Dados da Missão | Arma/técnica ganha       | Fraqueza                 |
| ------------------- | --------------------------------------- | ------------------------- | --------------- | --- | ------------------------ | ------------------------ |
| Commander Yammark   | Komandā Yanmāku                         | Libélula                  | Amazon Area     | Reploid criado por Gate, para liderar uma equipe de observação para um projeto de preservação da natureza. Ele tem uma paranoia e desconfiança compreensível de pesquisadores Reploid, e, por razões desconhecidas, Maverick Hunters. Quando em serviço ele acidentalmente provocou um incêndio que queimou uma grande parte da floresta. Algum tempo depois, o seu sistema de voo foi sabotado durante a manutenção, levando a um acidente fatal e sua morte. Foi ressuscitado por alguém e convocado para a Investigação do Vírus Pesadelo | Yammar Option            | Ray Arrow / Rekkoha      |
| Ground Scaravich    | Gurando Sukarabicchi                    | Escaravelho               | Central Museum  | Reploid caçador de tesouros, é procurado pelos Maverick Hunters por danificar ruínas históricas. Em seu trabalho, ele descobriu uma grande quantidade de dados sobre robôs antigos e Gate o ajudava em troca de informações. Foi enviado para uma área proibida (o laboratório onde X foi descoberto), Alia foi forçada a interceptar e detê-lo. Ela se sentiu mal por fazer isso, mas Gate pareceu não ter se importado com o que aconteceu com ele. Ele foi ressuscitado por alguém e agora faz parte Investigação contra o Vírus Pesadelo. Ele foi enviado para o Museu Central para examinar o vírus | Ground Dash / Sentsuizan | Yammar Option            |
| Blaze Heatnix       | Bureizu Hītonikkusu                     | Fênix                     | Magma Area      | Foi criado por Gate com a capacidade de lidar com temperaturas extremamente quentes, permitindo-lhe explorar os pontos quentes nas profundezas da crosta terrestre. Mais tarde ele se tornou um membro de uma equipe de prevenção de desastre criado para responder ao aumento da atividade de vulcões ativos. No entanto, devido Heatnix ser muito mais poderoso do que os outros membros, ignorava seus colegas de trabalho (vendo-os como fracos e inúteis) em situações perigosas, ignorando se eles corressem perigo, o que resultou em muitas perdas. Foi exigido a Gate para enfraquecer Heatnix para mantê-lo em pé de igualdade com os outros membros, mas Gate ignorou esses pedidos. Como resultado, Heatnix acabou sendo expulso do trabalho de prevenção de desastres, mas agora foi recontratrado pelo Gate e esta na Investigação do Vírus Pesadelo | Magma Blade / Shoenzan   | Ground Dash / Sentsuizan |
| Blizzard Wolfang    | Burizādo Vorufangu                      | Lobo                      | Northpole Area  | Ele era o líder de uma equipe de investigação com base na Região do Polo Norte. Um dia, os membros de sua equipe foram atacados por Mavericks e todos foram mortos, exceto Wolfang, que foi capaz de eliminar todos os Mavericks sozinho. Os pesquisadores que se opunham a Gate se aproveitaram do incidente e planejaram a destruição de Wolfang, enganando Alia em jogá-lo no mar frio, fazendo com que parecesse um acidente. Foi salvo por alguém e participar da Investigação do Vírus Pesadelo | Ice Burst / Hyoroga      | Magma Blade / Shoenzan   |
| Rainy Turtloid      | Reinī Tātoroido                         | Tartaruga                 | Inami Temple    | Ele foi projetado para explorar áreas com altos níveis de poluição para os seres humanos e outros Reploids para investigar. Como tal, os seus sistemas de defesa foram bastante reforçados. No entanto, as preocupações cresceram que suas capacidades defensivas eram muito grandes, e os outros pesquisadores pediram que o enfraquecesse. Gate se recusou a cumprir, e como resultado, Rainy Turtloid tirou a própria vida de modo a não ser um fardo para seu criador. Porém foi ressuscitado e estar participando da Investigação do Vírus Pesadel | Meteor Rain / Ensuizan   | Ice Burst / Hyoroga      |
| Metal Shark Player* | Metalshark Prayer (Metarushāku Pureiyā) | Tubarão Cabeça-de-Martelo | Recycle Lab     | Seu trabalho era supervisionar a análise e controle de DNA Reploid Laboratório de Reciclagem e era muito habilidoso em seu trabalho. As habilidades de Metal Shark em análise de DNA logo o levou a experimentar a recriação de Reploids usando o DNA de Mavericks falecidos. Gate usou e ainda incentivou seu trabalho apesar de "Ressurreição de DNA" ser considerada ilegal pelo governo. Metal Shark foi finalmente descoberto e ele foi destruído como punição. Alguém o ressuscitou e agora faz parte da equipe de Investigação do Vírus Pesadelo | Metal Anchor / Rakukojin | Meteor Rain / Ensuizan   |
| Shield Sheldon*     | Shieldner Sheldon (Shīrudonā Sherudan)  | Molusco                   | Laser Institute | Projetado para ser um guarda-costas de pessoas importantes (principalmente chefes de institutos de pesquisa). Shieldon sente que falhou em seu trabalho como guarda-costas quando o Dr. Jim, um pesquisador de laser, que ele estava protegendo, se tornou um Maverick. Sheldon não tinha escolha, além de destruir Jim, mas suas ações foram mal interpretadas pelos Maverick Hunters que chegaram ao local e ele foi acusado como ele mesmo um Maverick. Ele não podia lidar com o estresse e a vergonha do incidente, e decidiu tirar a própria vida, acreditando que ele era inútil. Foi ressuscitado por alguém e aparentemente é o atual guarda costas de Gate | Guard Shell              | Metal Anchor / Rakukojin |
| Infinity Mijinion   | Infinitī Mijinion                       | Dáfnia                    | Weapon Center   | Ele era um piloto de testes para gigantescas armas tripuladas. O material fotocondutor construído em seu corpo lhe permite analisar e processar informações e máquinas com incrível velocidade e precisão, igual a vários super computadores. No entanto, Mijinion foi muitas vezes arrogante e precipitado, e ignorava completamente o programa de testes, o que colocou muitos de seus companheiros em perigo. Eventualmente Mijinion foi morto em um teste sabotado que foi feito para parecer um acidente. Foi ressuscitado por alguém e participa da equipe de Investigação do Vírus Pesadelo | Ray Arrow / Rekkoha      | Guard Shell              |

- - Metal Shark Player e Shield Sheldon são alguns "mavericks" a ter três nomes, coisa muito rara na série X, pois normalmente só há dois que formam os nomes dos chefes da série X (um nome americano e outro nome japonês).

- Esse é o único jogo da série X qual os códigos secretos são revelados para o jogador se terminar o jogo.
- A maioria dos Reploids na fase do Blizzard Wolfang foi nomeado de acordo com diversos personagens de outros jogos da Capcom:
  - Ryu/Ken/Chun (Chun-Li) - Street Fighter
  - Guy/Cody - Final Fight
  - Moringa (Morrigan) - Darkstalkers
  - Data - Megaman Legends
  - Nina - Breath of Fire
  - Batsu - Rival Schools
  - Leon - Resident Evil
  - Dante - Devil May Cry
  - Regina - Dino Crisis
  - Arthur - Ghosts 'n Goblins
  - Gomez - El Dorado Gate
  - Naruho (Naruhodo/Phoenix Wright) - Ace Attorney

- Ao contrário de outros jogos na franquia, X6 preserva os nomes em japonês para cada Maverick na versão em inglês. As únicas exceções são o Shield Sheldon, cujo nome em japonês é Shieldner Sheldon, e o Metal Shark Player, cujo nome em japonês é Metal Shark Prayer. Isso se deve tanto por um erro de tradução do nome pretendido, quanto por uma referência aos poderes "ressurgidos". É também o primeiro a preservar todas as vozes em japonês; mas isso é mais provável ser um resultado da pressa no lançamento da versão norte-americana, que deu-se apenas uma semana depois da versão em japonês.
- A canção de abertura usa uma parte das músicas "The Moonlight" e "The Answer", ambas feitas por Shotaro Morikubo, o ator de voz do X. O tema de encerramento é "I.D.E.A." por RoST. É um dos poucos jogos da série X que trouxe a canção de abertura para a versão em inglês do jogo.
- Zero tem novos sons de animação nesse jogo. Seus golpes do Z-Saber são mais lentos e refinados, seu pulo duplo consiste num giro-cambalhota para ganhar altitude e seu Z-Buster têm uma animação mais rápida.